# Dronrijp vasútállomás
Dronrijp vasútállomás vasútállomás Hollandiában, Menameradiel városában.

## Vasútvonalak
Az állomást az alábbi vasútvonalak érintik:
- Harlingen–NieuweSchans-vasútvonal

## Kapcsolódó állomások
A vasútállomáshoz az alábbi állomások vannak a legközelebb:
- Franeker vasútállomás
- Deinum vasútállomás